# Чахловка

Чахловка — река в России, протекает в Шабалинском районе Кировской области. Устье реки находится в 776 км по левому берегу реки Ветлуга. Длина реки составляет 12 км.
Исток реки находится у деревни Чахловка в 29 км к северо-востоку от посёлка Ленинское. Река течёт на север, протекает деревню Юдинцы и нежилую деревню Плодбищи. Впадает в ветлугу у деревни Куликовы.

## Данные водного реестра
По данным государственного водного реестра России относится к Верхневолжскому бассейновому округу, водохозяйственный участок реки — Ветлуга от истока до города Ветлуга, речной подбассейн реки — Волга от впадения Оки до Куйбышевского водохранилища (без бассейна Суры). Речной бассейн реки — (Верхняя) Волга до Куйбышевского водохранилища (без бассейна Оки).
По данным геоинформационной системы водохозяйственного районирования территории РФ, подготовленной Федеральным агентством водных ресурсов:
- Код водного объекта в государственном водном реестре — 08010400112110000040687
- Код по гидрологической изученности (ГИ) — 110004068
- Код бассейна — 08.01.04.001
- Номер тома по ГИ — 10
- Выпуск по ГИ — 0